# J. R. Richards
John Robert Richards (Santa Barbara, 30 aprile 1967) è un cantante e attore statunitense.
È conosciuto principalmente come leader della band Dishwalla e per essere comparso nei film Almost Anything e Morning, oltre ad essere stato guest-star in Streghe interpretando sé stesso. J.R. ha inoltre cantato per il musical rock Jesus Christ Superstar con la Golden State Pops Orchestra.

## Primi anni e Dishwalla
Richards inizia a suonare il pianoforte e a cantare da bambino, scrivendo la sua prima canzone all'età di 9 anni. In seguito studierà musica classica e jazz fino ai 18 anni.
Successivamente formerà la band alt-rock Dishwalla a Santa Barbara (California), formazione nella quale rivestirà i ruoli sia di cantante che compositore. Il gruppo debutta nel 1995 con l'album Pet Your Friends da cui verrà estratta la canzone Counting Blue Cars, giunta in vetta alla classifica di Billboard come brano pop rock e vincitrice di un Billboard Music Award.
I Dishwalla pubblicheranno in seguito altri quattro album: And You Think You Know What Life's About nel 1998, Opaline (2002), un album di performance dal vivo intitolato Live... Greetings from the Flow State nel 2003 e infine Dishwalla nel 2005. Dopo quest'ultimo album, il bassista Scot Alexander e il batterista Pete Maloney lasciarono la band la quale si riformerà solo nel 2008 rimpiazzando Richards con un altro cantante: Justin Fox L.

## Carriera da solista
Il suo album di debutto come solista, A Beautiful End, venne pubblicato nel 2009 e arrivò nella top 50 di iTunes. Nel 2016, Richards pubblicò Honore et Amore, il secondo album, e una raccolta di versioni acustiche di canzoni che scrisse durante la sua esperienza con i Dishwalla, Stripped. Richards pubblicò altri due album: l'EP Angelgold nel 2018, e un album di cover chiamato Under The Cover l'anno dopo.